# Svefjorden
Svefjorden er en fjordarm af Skjerstadfjorden i Bodø kommune i Nordland fylke i Norge som går 5,5 kilometer mod øst- og nordøst mellem fastlandet i nord og Knaplundsøya i syd.
Svefjorden har indløb i nord fra Saltfjorden via Saltstraumen og fra sydvest fra Indre Sundan. Sammen med Godøystraumen giver de tre sunde de eneste forbindelser for vandmasserne til og fra Skjerdstadfjordsystemet, hvilket giver stærke tidevandsstrømme i området.
Fylkesvej 812 går fra Fylkesvej 17 (Kystriksvejen) ved Tuv og følger langs sydsiden af sundet Sveet, den indre del af Svefjorden.